# 152067 Deboy
152067 Deboy è un asteroide della fascia principale. Scoperto nel 2004, presenta un'orbita caratterizzata da un semiasse maggiore pari a 2,8465813 au e da un'eccentricità di 0,1121225, inclinata di 2,35666° rispetto all'eclittica.